# Храм Непорочного зачаття Пресвятої Діви Марії (Ялта)
Храм Непорочного зачаття Пресвятої Діви Марії (лат. Ecclesia Immaculatae Conceptionis Beatae Mariae Virginis) — католицький храм на Пушкінській вулиці, 25, в місті Ялта, Автономна республіка Крим. Знаходиться у власності Римсько-католицької церкви. Костел відвідують також греко-католики.

## Історія
Наприкінці 80-х років ХІХ століття ялтинська католицька громада налічувала близько 500 осіб, які збиралися на молитву у маленькому будиночку. Парафія була багатонаціональною і складалася з європейців.
1888 року громада звернулася з проханням дати дозвіл на будівництво в Ялті молитовного будинку (каплиці) для католиків. У 1898 році громада отримала дозвіл та розпочала будівництво. Автором проекту став один із найкращих архітекторів Криму, Микола Краснов. Через брак коштів будівництво велося повільно.
15 квітня 1906 року на Великдень, храм, в якому не добудували шпиль зі дзвіницею, був освячений саратівським єпископом Кесслером.
20 жовтня 1927 року храм закрився після землетрусу. Наприкінці 1920-х років більшовики повністю знищили кримський католицизм. Церковний будинок і сторожку знесли, а в самій будівлі храму, на початку 1930-х років, спочатку розміщувався тир, а потім — спортивний зал. Після закінчення Німецько-радянської війни з 1945 року краєзнавчий музей. У 1989 році у приміщеннях було відкрито Будинок органної та камерної музики. За проектом архітектора А. Граужиса було проведено значні реставраційні роботи, завдяки яким вдалося повернути будівлі початковий вигляд.

## Відновлення храму
6 жовтня 1991 року відбулися перші збори відродженої ялтинської католицької громади, в яких брали участь 12 осіб. 20 жовтня того ж року домініканець о. Зигмунт Козар звершив перше богослужіння у будівлі храму. З цього часу богослужіння відбуваються регулярно.
Відповідно до постанови Ради міністрів республіки Крим № 248 від 17.11.1992 р., 25 лютого 1993 року храм та земельну ділянку площею 2084 м² були передані Риисько-католицькій церкві у користування. 28 березня 1993 року храм освятив Єпископ Кам'янець-Подільський Ян Ольшанський.
Сьогодні храм відкритий для відвідування всіх бажаючих, проводять концерти органної музики.